# Hua Hin Municipal Stadium
Das Hua Hin Municipal Stadium (Thai สนามกีฬาเทศบาลเมืองหัวหิน), auch bekannt als Khao Takiap Stadium, ist ein Mehrzweckstadion in Hua Hin in der Provinz Prachuap Khiri Khan, Thailand. Es wird hauptsächlich für Fußballspiele genutzt und ist das Heimstadion vom thailändischen Viertligisten Hua Hin City FC. Das Stadion hat eine Kapazität von 3000 Personen. Eigentümer und Betreiber des Stadions ist die Hua Hin Municipality.

## Nutzer des Stadions
| Verein          | Zeitraum der Nutzung |
| --------------- | -------------------- |
| Hua Hin City FC | 2016 bis heute       |